# Elecciones estatales de Campeche de 1991
Las elecciones estatales de Campeche de 1991 se llevaron a cabo el domingo 7 de julio de 1991 y en ellas se renovaron los siguientes cargos de elección popular en el estado mexicano de Campeche:
- Gobernador de Campeche. Titular del Poder Ejecutivo del estado, electo para un periodo de seis años, sin derecho a reelección. El candidato electo fue Jorge Salomón Azar García.
- 9 ayuntamientos. Compuestos por un presidente municipal y sus regidores, electos para un periodo de tres años.

## Resultados

### Gobernador
|  | 81.77 % |

|  | 11.75 % |

|  | 4.48 % |

|  | 1.31 % |

|  | 99.01 % |

|  | 0.99 % |

### Ayuntamientos
|  | 73.36 % |

|  | 10.79 % |

|  | 3.80 % |

|  | 2.49 % |

|  | 1.84 % |

|  | 0.27 % |

|  | 0.15 % |

|  | 93.39 % |

|  | 6.60 % |